# Messier 69
Messier 69 (również M69, NGC 6637) – gromada kulista znajdująca się w gwiazdozbiorze Strzelca. Przy sprzyjających warunkach można ją obserwować przy użyciu lornetki 7x50 lub 10x50.

## Odkrycie
Charles Messier dodał ją do swojego katalogu po obserwacjach z 31 sierpnia 1780, podczas których szukał obiektu odkrytego przez Lacaille’a w 1751-1752 roku (Lac I.11). Tej samej nocy zaobserwował również M70.
Messier szukał Lac I.11 już w 1764 roku. Uważał, że w roku 1780 udało mu się go odnaleźć, jednak najprawdopodobniej się mylił. Wskazuje się na to trzy dowody:
- M69 ma niższą jasność obserwowaną niż inne obiekty Lacaille’a i prawdopodobnie nie mogła być zaobserwowana przy użyciu dostępnego mu teleskopu 0,5-calowego.
- Pozycja wyznaczona przez Lacaille’a różni się od wyliczeń Messiera o około 1,2 stopnia.
- Na pozycji wskazanej przez Lacaille’a znajduje się grupa trzech gwiazd o jasnościach 8,3, 7,8 i 8,7m, które obserwowane przez skromną aparaturę mogły wyglądać jak obiekt mgławicowy.

W New General Catalogue obiekt Lac I.11 został skatalogowany pod numerem NGC 6634.

## Charakterystyka
M69, podobnie jak M70, jest jedną z najmniejszych i najsłabszych gromad kulistych pośród obiektów Messiera. Na zdjęciach o długich czasach naświetlania jej średnica wynosi około 7,1'. Bardzo długie naświetlanie ukazuje nieco większe wymiary – 9,8', co odpowiada około 85 latom świetlnym. Jądro gromady jest ponad dwukrotnie mniejsze – 3'. M69 znajduje się blisko centrum Galaktyki – w odległości 6,2 tys. lat świetlnych. Koncentracja gwiazd jest średnia (klasa V). Połowa masy gromady znajduje się w promieniu 7,2 roku świetlnego od jej centrum.
Typ widmowy M69 określa się jako G2 lub G3. Jest jedną z najbogatszych w metale gromad kulistych. Zawartość pierwiastków cięższych od helu jest jednak mniejsza niż w Słońcu. Wskazuje to, że gromada uformowała się dużo wcześniej.
Messier 69 znajduje się w odległości około 29,7 tys. lat świetlnych od Ziemi, podobnie jak M70 (29,4 tys. ly). Odległość między nimi szacuje się na około 1800 lat świetlnych.
M69 jest uboga w gwiazdy zmienne. Do tej pory odkryto ich 8. Dwie z nich sklasyfikowano jako mirydy o okresie pulsacji ok. 200 dni.